# Jerome-Gambit
Das Jerome-Gambit ist eine Eröffnung aus dem Schachspiel mit den Zügen 1. e2–e4 e7–e5 2. Sg1–f3 Sb8–c6 3. Lf1–c4 Lf8–c5 4. Lc4xf7+ Ke8xf7 5. Sf3xe5+ Sc6xe5. Der ECO-Code ist C50. Sie ist nach dem Schachspieler Alonzo Wheeler Jerome (1834–1902) benannt. Ziel dieses Gambits ist es, durch die Opferung eines Läufers und eines Springers den König zu entblößen, um ihn leichter angreifen und mattsetzen zu können. Dieses Gambit ist sehr riskant, da Weiß für seinen Angriff zwei Figuren opfert und damit in sehr hohen Materialnachteil gerät.
Weiß kann zwar mittels 6. d4 eine Figur zurückgewinnen. Schwarz kann sich aber durch 6. … Lxd4 7. Dxd4 Df6 verteidigen, das mit der Abzugsdrohung Se5–f3+ verbunden ist und erhält Vorteil. Die Hauptfortsetzung besteht in 6. Dd1–h5+. Nach 6. … Kf7–f8 folgt etwa 7. Dh5xe5 Dd8–e7 8. De5–f5+ Kf8–e8 9. Sb1–c3 d7–d6 10. Df5–f3 De7–f7 11. Df3–e2 Sg8–h6 12. 0–0 c7–c6.
6. … g7–g6 7. Dh5xe5 Dd8–e7 (Bei d7–d6 8. De5xh8 Dd8–h4 9. 0–0 Sg8–f6 hält 10. Dh8–d8 das Gleichgewicht) 8. De5xh8 De7xe4+ 9. Ke1–d1 De4xg2 10. Dh8xh7+ Kf7–f8 11. Th1–e1 d5 12. Te1–e8+ Kf8xe8 13. Dh7xg8+ Lc5–f8 gilt als Widerlegung.
Eine weitere Fortsetzung besteht in 6. … Kf7–e6!? 7. Dh5–f5+ Ke6–d6 8. d2–d4 (oder 8. f2–f4 Dd8–f6 9. f4xe5+ Df6xe5) Lc5xd4 9. Sb1–a3 c7–c6 10. c2–c3 Dd8–f6 11. c3xd4 Df6xf5 12. e4xf5 Se5–f7 13. Lc1–f4+ Kd6–e7, beides mit Vorteil für Schwarz.
Da Schwarz bei korrektem Spiel in der Regel einen deutlichen Vorteil erlangt, ist die Eröffnung heutzutage völlig unüblich.